# 다우징 (영화)
《다우징》(Dowsing)은 한국에서 제작된 김윤태 감독의 1996년 영화이다. 윤미연 등이 주연으로 출연하였다.

## 출연

### 주연
- 윤미연
- 김미영
- 엄춘배
- 오재원
- 김광희

## 기타
- 촬영보: 임창재
- 촬영보: 이동훈
- 조명: 민경철
- 조명: 임경규
- 스틸: 김정선
- 미술: 조윤석
- 미술: 이준영
- 분장: 김주열
- 편집보: 정구현
- 색보정: 최두영
- 소품: 홍경화